# Théorie de l'entame au bridge
L'entame est le premier mouvement de la défense dans le jeu de bridge. 

## Principes généraux
L'entame est effectuée par le joueur immédiatement à gauche du déclarant. Le joueur doit choisir une carte parrmi les 13 cartes qu'il a en main.
Cette décision est très importante car du choix de la carte d'entame dépend souvent le sort du contrat. Ce choix est d'autant plus difficile que le mort n'a pas étalé ses cartes. Trois jeux sont donc inconnus de l'entameur.
En règle générale, l'entameur a intérêt à choisir d'abord la couleur d'entame, et ensuite la carte dans la couleur.
Trois options sont possibles pour le choix de la couleur :
- réaliser d'entrée ses meilleures cartes (entame offensive ou active) ;
- affranchir une longue pour faire les plis qui feront chuter le déclarant à la fin de la donne (entame dans la couleur la plus longue de l'entameur ou bien dans la couleur la plus longue de son partenaire) ;
- espérer réussir les levées de chute au fil du jeu (entame neutre), dans l'objectif d'éviter de donner des levées gratuites au déclarant.

Après avoir choisi la couleur opportune, l'entameur choisit la carte opportune dans la couleur :
- conformément à des conventions entre partenaires[1] (exemple : 4e de la longue à Sans Atout),
- mais aussi afin de maximiser les chances de faire des levées ultérieures (exemple : éviter d'entamer un As lorsque l'on n'a pas le Roi).

## Catégories d'entames
Robert Berthe et Norbert Lebely divisent les entames à la couleur en deux grandes catégories et plusieurs sous-catégories:
- Entames actives (aussi qualifiées d'agressives)

1. Entames de réalisation ou d'affranchissement : Elles ont pour objectif d'encaisser ou affranchir des levées dans la couleur d'entame.
2. Entames de coupe : Elles ont pour objectif de faire couper le partenaire ou de pouvoir soi-même couper au cours de la donne.
3. Entames de raccourcissement : Elles ont pour objectif de faire couper la main de base afin de faire perdre le contrôle du coup au déclarant.
4. Certaines entames atout : Elles ont ici pour objectif d'empêcher des coupes de la main secondaire et/ou l'affranchissement d'une couleur annexe du camp du déclarant par la coupe.

- Entames neutres (passives). On privilégie les entames neutres lorsque la séquence des enchères adverses n'est pas révélatrice, comme 1SA-3SA[3]

1. Certaines entames à d'un atout : Elles ont ici pour objectif de ne pas filer de levée à l'entame
2. Dans une couleur 3e ou 4e sans valeurs : Ici aussi l'objectif est de ne pas filer de levée à l'entame.

## Choix de la couleur
Le choix de la couleur d'entame dépend de nombreux critères; pour se donner vraiment toutes les chances de faire une bonne entame, il est intéressant d'imaginer au vu des enchères quel plan le déclarant pourrait mettre en œuvre pour réaliser ses levées et effectuer l'entame la mieux à même de contrer cette stratégie.

### Conseils valables pour tous les contrats
Très souvent, le choix de l'entame se portera sur la couleur longue de la défense afin de réaliser au plus vite les levées hautes auxquelles on a droit, se donner une chance d'affranchir la couleur (surtout à SA) ou faire couper le déclarant de la main longue à l'atout dans l'espoir de lui faire perdre le contrôle de la donne. 
Le choix d'une entame neutre s'impose le plus souvent lorsque le déclarant est présumé avoir une main plate et être un peu limite en points, ou bien lorsque l'on n'a pas d'information sur les répartitions.  (Exemple de séquence: 1SA - 2Trèfles - 2Carreau - 2SA ou bien 1SA - 2SA)
Voici quelques conseils :
- Lorsque le partenaire a donné une indication sur sa couleur longue (directement ou par un contre d'une annonce artificielle) : Entamez dans la couleur du partenaire (sauf si vous pensez que le partenaire est moins fort dans sa couleur que vous-même dans la vôtre)
- Lorsque le partenaire n'a pas donné d'indication : Choisissez de préférence une couleur verte, c'est-à-dire celle que les opposants n'ont pas déclarée. De toute façon, éviter absolument d'entamer dans une couleur secondaire déclarée par le déclarant, sauf dans un contrat à l'atout si on a un singleton dans cette couleur (autre que le singleton d'atout).
  - Si plusieurs couleurs vertes possibles, donnez la priorité à la plus longue si elle est 5e
  - Si plusieurs couleurs vertes de même longueur, donnez la priorité à l'entame sous le plus petit honneur (entame neutre) ou bien à celle où il y a une séquence d'honneurs (entame agressive) ; toutefois, après une séquence de type 1SA - 3SA qui laisse présumer que l'adversaire est plus fort dans les mineures, donnez la priorité (à longueurs égales) à une couleur majeure, même si elle est 3e avec une mineure 4e, mais donnez la priorité à la mineure 5e sur la majeure 3e ou 4e
- Si vous avez une couleur facilement affranchissable (par exemple conduite par Roi-Dame-Valet) et à côté une reprise immédiate (par exemple un As annexe), attaquez avec la couleur affranchissable
- En cas de contre Lightner (contre d'un contrat de chelem ou d'un contrat à SA), faites une entame anormale, probablement dans la première couleur déclarée par le mort, ou bien parfois à Pique dans le cas d'un contrat à SA.

### Conseils spécifiques aux contrats à l'atout
1. Donnez la priorité à une couleur (autre que l'atout) dans laquelle vous avez As-Roi.
2. Sinon, si vous avez un singleton (autre que le singleton d'atout), entamez de ce singleton[5]. Toutefois, l'entame du singleton est déconseillée contre un chelem.
3. Sinon, entamez dans la couleur du partenaire.
4. Sinon, entamez dans celle où vous avez une séquence d'honneurs.
5. Si vous n'êtes dans aucun des cas précédents, entamez d'une couleur neutre (couleur sans honneur). Dans ce cas, les priorités sont les suivantes[6]
  1. Le doubleton
  2. Petits atouts 3e ; l'entame d'un petit atout 2e est à éviter car elle peut faire prendre la Dame de son partenaire
  3. Couleur 5e
  4. Couleur 4e
  5. Couleur 3e
6. L'entame sous un honneur, très risquée, n'arrive que si l'on n'est dans aucun des cas précédents[7].

L'entame d'un atout n'est la meilleure que dans moins de 10 % des cas. Voici quelques cas où elle se justifie :
- Quand vous avez de l'opposition dans toutes les autres couleurs[9] : l'entame atout semble alors la moins susceptible de donner une levée illégitime à l'adversaire (entame neutre).
- L'entame atout est particulièrement recommandée lorsque le camp adverse est faible en points H, et espère probablement faire des coupes ; elle est aussi recommandée lorsque l'opposant a montré une couleur secondaire que votre camp contrôle bien, et que donc l'opposant va chercher à couper
- En raison de sa neutralité, l'entame atout est préconisée contre un chelem, et quasi-obligatoire contre un grand chelem.
- Par contre, évitez l'entame atout lorsque vous avez un singleton d'atout ou bien une couleur d'atout commandée par une Dame ou un Valet, mais aussi lorsque vous pouvez penser que le déclarant risque d'affranchir rapidement une couleur secondaire

Par ailleurs, évitez d'entamer sous un As (sauf si c'est l'As d'atout)
Les entames naturelles sont celles que le joueur fait avec très peu d'indications sur les autres mains. Il va dans ce cas essayer de deviner quelle couleur peut soit lui apporter des levées immédiates, soit quelle couleur peut être affranchie, soit encore quelle couleur peut être entamée sans risque.

#### Absence d'informations sur la répartition des jeux adverses
Par exemple, supposons que vous avez le jeu d'Ouest et que la séquence d'enchères adverses Sud-Nord est peu informative : 
1♠-4♠
Voici quelques mains possibles ; qu'entamez-vous ?
| ♠ 4 3 2 ♥ 3 2 ♦ H 4 3 2 ♣ 5 4 3 2 | Vous avez un seul honneur 4e isolé dans la main, à ♦. Quel que soit cet honneur H (As, Roi, Dame...), il ne justifie pas d'entamer ♦. Evitez aussi ♣, couleur 4e sans séquence d'honneurs Entamez ♥ dans le doubleton sans tenir compte du fameux dicton : « Entame du doubleton, entame du couillon »...                                                                                       |
| ♠ 3 2 ♥ 4 3 2 ♦ H 4 3 2 ♣ 5 4 3 2 | Là encore, quel que soit l'honneur H, entamez neutre, c'est-à-dire à ♥ |
| ♠ 4 3 2 ♥ 3 2 ♦ R D 3 2 ♣ 5 4 3 2 | Séquence solide : entamez du Roi de ♦ |
| ♠ 4 3 2 ♥ 3 2 ♦ D V 3 2 ♣ 5 4 3 2 ♠ 4 3 2 ♥ 3 2 ♦ V 10 3 2 ♣ 5 4 3 2                                                                    | Ces séquences sont aussi acceptables dans le contexte : entamez de la Dame ou du Valet de ♦ |
| ♠ 4 3 2 ♥ 3 2 ♦ R V 10 9 ♣ 5 4 3 2 ♠ 4 3 2 ♥ 3 2 ♦ D 10 9 2 ♣ 5 4 3 2                                                                   | Séquences insuffisamment solides dans le contexte d'un contrat à l'atout ! Entamez ♥, à la rigueur ♣ ou ♠, mais surtout pas ♦ ! |
| ♠ 4 3 2 ♥ 3 2 ♦ R V 10 9 ♣ J 4 3 2 | Eviter absolument ♦, à cause de ses 2 honneurs séparés et 4èmes. Le 1er choix est ♥, mais ♣ est un 2e choix envisageable (couleur presque neutre grâce au petit honneur) |
| ♠ 4 3 2 ♥ R 2 ♦ R V 10 9 ♣ J 4 3 2 | Le Roi de ♥ rend cette couleur dangereuse. Par élimination, on entamera ♠ (atout) ou bien ♣ |
| ♠ R 3 2 ♥ R 2 ♦ R V 10 9 ♣ J 4 3 2 | Ici, il n'est plus possible d'entamer ♠. La couleur la plus neutre est ♣, et on entamera le 4 en pair-impair |
| ♠ R 3 2 ♥ R 2 ♦ J 5 4 3 2 ♣ J 4 3 ♠ R 3 2 ♥ R 2 ♦ D 5 4 3 2 ♣ J 4 3 ♠ R 3 2 ♥ R 2 ♦ A 5 4 3 2 ♣ J 4 3 ♠ R 3 2 ♥ R 2 ♦ R V 4 3 2 ♣ J 4 3 | Dès qu'il y a une couleur 5e conduite par un honneur, il faut envisager de lui donner la priorité. À ce titre, la 1re des deux donnes doit être entamée d'un petit ♦ sous le Valet, la 2e d'un petit ♦ sous la Dame, et la 3e de l'As de ♦. Toutefois, la présence de R ♦ isolé dans la 4e donne rend l'entame ♦ très dangereuse. On préférera ici l'entame ♣, dans une couleur 3e plus neutre. |
| ♠ R 3 2 ♥ R 2 ♦ 6 5 4 3 2 ♣ J 4 3 ♠ 4 3 2 ♥ 3 2 ♦ 6 5 4 3 2 ♣ J 4 3                                                                     | L'absence d'honneur dans la couleur 5e lui enlève son attractivité. Dans la 1re donne, les entames ♦ et ♣ sont équivalentes. Dans la 2e, on entame ♥ sans hésiter. |

#### On dispose d'informations sur la répartition adverse
Il y a quelques grands principes qui guident l'entame à la suite d'enchères adverses qui explicitent leurs distributions :
- Si les adversaires ont montré des jeux plutôt réguliers, entamer comme si on n'avait pas d'information précise sur leur jeu, c'est-à-dire de façon non agressive

- Si l'un des adversaires a montré une couleur secondaire solide :
  - En général, il y a urgence de faire ses propres levées légitimes dans une couleur non déclarée par les adversaires ; choisir alors l'entame la plus agressive possible, par exemple sous un gros honneur
  - Toutefois, si les atouts sont mal répartis (vous en avez 0, 1 ou 4 ou 5), entamez neutre

- Si les adversaires ont montré 2 couleurs secondaires solides, par exemple 5èmes, et un fit 4-4 dans une 3e couleur :
  - En général, l'entame de la 4e couleur (celle qui n'a pas été déclarée par les adversaires) est la bonne
  - Par contre, si vous tenez les 2 couleurs 5èmes des adversaires, l'entame atout peut s'avérer judicieuse car les adversaires vont essayer d'affranchir par la coupe une de leurs couleurs 5èmes, voire pourraient pratiquer la double coupe.

Souvent, les enchères adverses ou bien celles du partenaire apportent une foule de renseignements. 
Exemple 1
| Ouest à l'entame : |           |
| ♠                  | 9 8 7 6 2 |
| ♥                  | V 5       |
| ♦                  | R 7       |
| ♣                  | R D 9 5   |

| Sud      | Ouest | Nord | Est      |
| -------- | ----- | ---- | -------- |
| 1♥       | Passe | 1♠   | Passe    |
| 2♣       | Passe | 4♥   | Passe... |
| 1. 2. 3. |       |      |          |

Les adversaires ont annoncé 2 couleurs longues, sur lesquelles ils vont rapidement défausser les ♦ perdants. Il est donc urgent d'attaquer la couleur verte, ♦. La bonne entame est le Roi de Carreau.
La donne complète :
| ♠ | A R 10 5 3 |
| ♥ | R D 10     |
| ♦ | D 9 2      |
| ♣ | 4 3        |

| ♠ | 9 8 7 6 2 |
| ♥ | V 5       |
| ♦ | R 7       |
| ♣ | R D 9 5   |

| ♠ | D V 4       |
| ♥ | 9 3         |
| ♦ | A V 8 6 5 3 |
| ♣ | 8 6         |

| ♠ | -           |
| ♥ | A 8 7 6 4 2 |
| ♦ | 10 4        |
| ♣ | A V 10 7 2  |

| ♠ | A R 10 5 3 |
| ♥ | R D 10     |
| ♦ | D 9 2      |
| ♣ | 4 3        |

| ♠ | 9 8 7 6 2 |
| ♥ | V 5       |
| ♦ | R 7       |
| ♣ | R D 9 5   |

| ♠ | D V 4       |
| ♥ | 9 3         |
| ♦ | A V 8 6 5 3 |
| ♣ | 8 6         |

| ♠ | -           |
| ♥ | A 8 7 6 4 2 |
| ♦ | 10 4        |
| ♣ | A V 10 7 2  |

| ♠ | A R 10 5 3 |
| ♥ | R D 10     |
| ♦ | D 9 2      |
| ♣ | 4 3        |

| ♠ | 9 8 7 6 2 |
| ♥ | V 5       |
| ♦ | R 7       |
| ♣ | R D 9 5   |

| ♠ | D V 4       |
| ♥ | 9 3         |
| ♦ | A V 8 6 5 3 |
| ♣ | 8 6         |

| ♠ | -           |
| ♥ | A 8 7 6 4 2 |
| ♦ | 10 4        |
| ♣ | A V 10 7 2  |

| ♠ | A R 10 5 3 |
| ♥ | R D 10     |
| ♦ | D 9 2      |
| ♣ | 4 3        |

| ♠ | 9 8 7 6 2 |
| ♥ | V 5       |
| ♦ | R 7       |
| ♣ | R D 9 5   |

| ♠ | D V 4       |
| ♥ | 9 3         |
| ♦ | A V 8 6 5 3 |
| ♣ | 8 6         |

| ♠ | -           |
| ♥ | A 8 7 6 4 2 |
| ♦ | 10 4        |
| ♣ | A V 10 7 2  |

On voit que le contrat chute lorsque le déclarant doit couper le 3e tour de carreau et risque la surcoupe.
Les annonces du camp Nord-Sud auraient pu être plus directes, par exemple :
| Sud   | Ouest | Nord | Est      |
| ----- | ----- | ---- | -------- |
| 1♥    | Passe | 2 SA | Passe    |
| 3♥    | Passe | 4♥   | Passe... |
| 1. 2. |       |      |          |

 Avec ces annonces simplifiées, la meilleure entame aurait été le Roi de Trèfle, donnant au déclarant une excellente chance de réussir son contrat. 
Alain Lévy commente cet exemple avec le conseil suivant : « Raccourcir les séquences et éviter de décrire la distribution du mort et celle du déclarant quand le répondant possède un soutien dans la majeure d'ouverture dans une zone sans espoir de chelem ».

Les exemples suivants sont donnés par Hugh Kelsey pour montrer comment utiliser ces informations pour différencier les cas où l'on doit entamer atout ou bien plutôt d'une autre couleur :
Exemple 2
| Ouest à l'entame : |          |
| ♠                  | 9 4 3    |
| ♥                  | A 10 6 2 |
| ♦                  | D 8 7 4  |
| ♣                  | 5 3      |

| Sud   | Ouest | Nord | Est      |
| ----- | ----- | ---- | -------- |
| 1♠    | Passe | 2♠   | Passe    |
| 2SA   | Passe | 4♠   | Passe... |
| 1. 2. |       |      |          |

Nord possède certainement des plus-values de coupe, et de ce fait ne souhaite pas jouer à Sans Atout. Il a probablement un jeu faible avec une couleur secondaire affranchissable. L'entame atout s'impose.
Exemple 3
| Ouest à l'entame : |           |
| ♠                  | R V 7 6 2 |
| ♥                  | A 8 3     |
| ♦                  | 9 4       |
| ♣                  | 10 8 6    |

| Sud   | Ouest | Nord  | Est   |
| ----- | ----- | ----- | ----- |
| 1♦    | Passe | 1♥    | Passe |
| 2♣    | Passe | 3♦    | Passe |
| 5♦    | Passe | Passe | Passe |
| 1. 2. |       |       |       |

Citons H. Kelsey : « Encore une fois, les adversaires ont évité de jouer 3SA, mais ici une entame atout serait très dangereuse, la différence est que Nord et Sud ont tous les deux annoncé une couleur secondaire et il y a de sérieux risques de voir vos plis à ♠ disparaître si vous n'attaquez pas cette couleur ». Il convient donc d'entamer avec un petit ♠.

### Conseils spécifiques aux contrats sans atout
- Pensez d'abord à la couleur annoncée par le partenaire, surtout si vous avez un jeu faible.

- En l'absence de longue déclarée par votre partenaire :
  - essayez d'évaluer quelles peuvent être les couleurs courtes des adversaires ; sur une séquence adverse de type 1SA - 3SA, ou bien 1SA - 2T - 2K - 3SA (Stayman non supporté), les majeures sont à privilégier car courtes chez l'adversaire ;
  - si vous un beau jeu, privilégiez  votre propre longue, surtout si c'est une majeure (ou une couleur courte des adversaires).
  - si vous avez un jeu très faible, privilégiez une couleur (de préférence majeure ou courte chez les adversaires) dans laquelle vous êtes court, selon le principe qu'avec un jeu faible il faut "entamer pour le partenaire".

- Si vous avez une séquence d'honneurs commandant une couleur au moins 4e, cette entame peut être bonne.

- Sinon, privilégiez une couleur 5e, même commandée par un seul honneur.

- Pensez à une couleur verte, non déclarée par les adversaires. Dans certains cas, méfiez-vous de la couleur verte présumée : en particulier lorsque l'adversaire a enchéri Sans Atout juste une enchère de votre camp dans ladite couleur verte. Vous pouvez dans certains cas avoir intérêt à entamer dans une couleur courte sans gros honneur, en particulier dans une majeure non déclarée après des enchères comme 1SA-3SA où l'entame d'une mineure 3e ou 4e n'est pas recommandée.

- Si vous décidez d'entamer dans une couleur 3e, choisissez une couleur qui n'a pas d'honneur ou bien le plus petit honneur.

- Si les opposants ont déclaré plusieurs couleurs, souvenez-vous que l'entame dans la forte du mort est en général moins dangereuse que celle dans la forte du déclarant

Les entames naturelles, jouables en l'absence de renseignements détaillés sur les autres mains, proviendront de préférence d'une majeure longue, et de préférence d'une séquence d'honneurs. 

#### Absence d'informations sur la répartition des jeux adverses
Voici quelques exemples d'entames. Les enchères adverses ont été :
1SA-3SA
Qu'entamez-vous en Ouest ?
| ♠ D V 10 9 ♥ R V 10 9 ♦ V 3 2 ♣ 3 2                                                                   | Les deux majeures sont quatrièmes, mais ♠ comporte une séquence complète, on entame donc la Dame de ♠ |
| ♠ D V 3 2 ♥ R D 3 2 ♦ V 3 2 ♣ 3 2                                                                     | Les deux séquences ne sont pas au même niveau : choisir la plus forte, entamer du Roi de ♥ |
| ♠ D V 9 2 ♥ R D 3 2 ♦ V 3 2 ♣ 3 2                                                                     | La séquence brisée Dame-Valet-9 de 3 cartes l'emporte de justesse sur la séquence de 2 cartes Roi-Dame. Entamer la Dame de ♠ |
| ♠ A 4 3 2 ♥ A 5 4 3 2 ♦ 3 2 ♣ 3 2                                                                     | La couleur 5e est supérieure à la couleur 4e : entamez d'un petit ♥ |
| ♠ R D 3 2 ♥ A 5 4 3 2 ♦ 3 2 ♣ 3 2 ♠ D V 10 2 ♥ A 5 4 3 2 ♦ 3 2 ♣ 3 2                                  | La séquence 4e est toutefois supérieure à la couleur 5e conduite par un honneur isolé : dans la 1re donne, entamez du Roi de ♠ ; dans la 2e, entamez de la Dame de ♠. Même la séquence Dame-Valet-9 à ♠ permet à la couleur 4e de faire le même score que l'entame 5e. |
| ♠ A D V 2 ♥ A 5 4 3 2 ♦ 3 2 ♣ 3 2                                                                     | Notez bien que As-Dame-Valet n'est pas une séquence. Ici, l'entame à ♥ est nettement supérieure à celle à ♠. Ce n'est donc pas la force des honneurs qui compte dans le jugement, mais l'existence d'une séquence. |
| ♠ R 4 3 2 ♥ 3 2 ♦ R 5 4 3 2 ♣ 3 2 ♠ R D V 2 ♥ 3 2 ♦ R D V 3 2 ♣ 3 2 ♠ D 4 3 2 ♥ 3 2 ♦ D 5 4 3 2 ♣ 3 2 | Et qu'en est-il d'une entame en mineure 5e ? Elle est clairement défavorisée par rapport à une entame en majeure 5e, puisque la paire Nord-Sud n'a pas de majeure 4e. Dans la 1re donne ci-contre, l'entame ♦ fait jeu égal avec l'entame à ♠. Dans la 2e, la puissante séquence Roi-Dame-Valet de ♦ 5e arrive à battre la séquence Roi-Dame-Valet de ♠ 4e. Mais la 3e séquence, où les Rois ont été remplacés par des Dames, correspond à une entame optimum à ♥ ! La raison est simple : la teneur des 2 couleurs longues ne permet pas de reprise de main, il vaut donc mieux entamer pour le partenaire (entame neutre) qui a toutes les chances d'avoir du ♥. |
| ♠ H 4 3 2 ♥ H' 4 3 2 ♦ 4 3 2 ♣ 3 2                                                                    | H et H' étant des honneurs qui commandent des majeures 4e, il est préférable d'entamer sous le plus petit honneur. Par exemple, si l'une des couleurs est commandée par le Roi et l'autre par le Valet, entamez sous le Valet. |
| ♠ D 9 2 ♥ 9 3 2 ♦ R D 9 2 ♣ V 6 5                                                                     | Cette donne a été jouée en tournoi par paires de division nationale française. Alain Lévy cote les entames comme suit : ♥9 : 100, ♠ 9 : 40, ♦D : 30 Il estime que l'entame dans la mineure 4e est un piège et que, entre Cœur et Pique, il faut choisir la couleur la plus neutre. |
| ♠ 10 8 4 ♥ 9 ♦ 10 7 6 5 2 ♣ 10 8 3 2 ♠ A 3 ♥ 9 6 5 ♦ 10 6 4 3 2 ♣ 7 6 5                               | Ces 2 mains ont été commentées dans l'ouvrage Winning Notrump Leads. Grâce à des simulations en double mort, les auteurs ont trouvé que la meilleure entame est le ♥ 9 avec la 1re main, et le ♠ A avec la 2e. En effet, une main très faible incite à privilégier sa couleur courte qui va devenir la couleur longue présumée du partenaire. Voici un résumé de leurs conclusions : Avec une main très faible, et sur une séquence de type 1SA - 3SA, privilégier la plus courte majeure |

Voici un exemple qui illustre l'évolution de la théorie de l'entame en 50 ans :
| Ouest à l'entame : |           |
| ♠                  | V 10 6    |
| ♥                  | A 7 3     |
| ♦                  | V 9 6 4 3 |
| ♣                  | 8 2       |

| Sud | Ouest | Nord | Est      |
| --- | ----- | ---- | -------- |
| 1SA | Passe | 3 SA | Passe... |

En 1966, Hugh Kelsey commentait cette donne comme suit : « Il est normal d'entamer sa couleur la plus longue à Sans Atout, et ici vous n'avez guère de raison de choisir autre chose que votre quatrième meilleure à ♦ ».
50 ans après la première publication de l'ouvrage de H. Kelsey, une analyse statistique par un logiciel œuvrant en Double Mort montre que les meilleures entames sont dans les majeures : n'importe quel ♥ ou le Valet de ♠ conviennent mieux que les ♦. La raison est simple : Nord-Sud ont probablement davantage de cartes dans les mineures que dans les majeures. Il est probable que votre partenaire ait seulement une ou 2 cartes à Carreau, et peut-être pas de gros honneur. Par contre, dans une majeure, votre partenaire a vraisemblablement 4 cartes, dont peut-être un ou 2 honneurs, et leur affranchissement sera plus facile
.
H. Kelsey ajoute d'ailleurs fort justement : « Par contre, remplacez votre As de ♥ par un petit ♥ et l'entame ♦ est sans intérêt. Avec une main sans espoir de rentrée, mieux vaut abandonner les carreaux et essayer le Valet ♠ en espérant développer une levée pour le partenaire ». Cette remarque a été entièrement corroborée par les logiciels, 50 ans plus tard !

### Conseils spécifiques aux chelems

#### Entame contre un petit chelem
- Lorsque les enchères laissent supposer que le déclarant possède des longues permettant de défausser, entamez de façon agressive dans une autre couleur où vous avez un honneur.
L'entame du singleton est souvent bonne, sauf si vous avez des honneurs (en particulier un As) qui laissent supposer que votre partenaire n'a pas d'As[19].
L'entame agressive est d'autant plus conseillée que l'on est en match par 4 (noté en IMP).

- Lorsque les couleurs adverses semblent équilibrées, entamez de façon neutre, dans une couleur longue (dans laquelle le déclarant ne peut pas avoir beaucoup de cartes).
Evitez d'entamer d'un singleton[20].

Pou les contrats de chelem à la couleur, Frédéric Volcker résume les 2 cas de figure comme suit : « Séquence d’enchères brutale = entame agressive ; Séquence d’enchères bien léchée = entame neutre ».
Les contrats de chelems à la couleur entrent souvent dans la catégorie des couleurs adverses déséquilibrées, nécessitant une entame agressive. Par contre, les contrats à 6 SA concernent dans la grande majorité des cas des couleurs équilibrées chez les adversaires, et doivent donc être entamés de façon neutre, sauf en cas d'indication différente lors des enchères.
Evitez en général d'entamer dans une couleur où vous avez un As. Exceptions : Entamez l'As s'il y a des raisons de penser que le partenaire est court dans la couleur, ou bien en TPP si on a des raisons de penser que l'As peut ne jamais se faire.

#### Entame contre un grand chelem
Contre un grand chelem non contré à la couleur, entamez atout. En effet, cette entame est généralement sans risque dans ce cas de figure, et peut permettre de limiter la double coupe. Attention toutefois ! Ce conseil ne s'applique pas aux petits chelems, et ne s'applique pas aux grands chelems contrés, qui sont probablement des défenses amenées à chuter, et en conséquence assimilables à des contrats de manche.
Sinon, entamez la carte la plus neutre possible : ne pas entamer sous un de vos honneurs ou sous un honneur présumé de votre partenaire.

### Différences entre marque par paires et match par quatre
En match par quatre, il faut absolument arriver à faire chuter un contrat de manche des adversaires, même si cela doit coûter des surlevées si le contrat réussit. Ceci impose une prise de risque à l'entame, modérée (si les adversaires ont des jeux puissants) ou importante (si le contrat a des chances raisonnables de chuter).
En tournoi par paires, on est noté en fonction des levées réalisées, comparées à la moyenne des concurrents (appelée le champ). Il est donc souvent préférable de faire des entames neutres, peu agressives, qui risquent moins de livrer des levées à l'adversaire.
Exemple 1
| Ouest à l'entame : |            |
| ♠                  | 10 9 5     |
| ♥                  | D 6 4      |
| ♦                  | V 7        |
| ♣                  | R V 10 9 2 |

| Sud   | Ouest    | Nord | Est   |
| ----- | -------- | ---- | ----- |
| 1SA   | Passe    | 2SA  | Passe |
| 3SA   | Passe... |      |       |
| 1. 2. |          |      |       |

Dans cette situation, le camp adverse a entre 23 et 25 points H, et le contrat de 3SA a des chances raisonnables de chuter. Quel que soit le mode de scoring (TPP ou IMPs), l'entame neutre du ♠10 s'impose.
Il en va différemment si les enchères ne limitent pas vraiment le jeu de Nord :
| Ouest à l'entame : |            |
| ♠                  | 10 9 5     |
| ♥                  | D 6 4      |
| ♦                  | V 7        |
| ♣                  | R V 10 9 2 |

| Sud | Ouest | Nord | Est      |
| --- | ----- | ---- | -------- |
| 1SA | Passe | 3SA  | Passe... |

En tournoi par paires, l'entame du 10 de Pique est toujours de loin la meilleure : en effet, toute autre entame risque de donner des levées aux adversaires. Par contre, en partie libre ou en notation en IMPs, seule l'entame du Valet de Trèfle est sérieusement en mesure de faire chuter le contrat, et doit donc être privilégiée.
Exemple 2 :
| Ouest à l'entame : |           |
| ♠                  | 7 3       |
| ♥                  | R 7 6 5 2 |
| ♦                  | 8 5       |
| ♣                  | R D 10 8  |

| Sud   | Ouest | Nord | Est   |
| ----- | ----- | ---- | ----- |
| 1♠    | Passe | 2♣   | Passe |
| 2♠    | Passe | 4♠   | Passe |
| 1. 2. |       |      |       |

Pour combattre ce contrat, en match par quatre on entamera du Roi de ♣ ou d'un ♥. Cette entame donne une chance de battre le contrat. Par contre, en tournoi par paires, on peut entamer d'un petit ♦, une couleur non nommée par les adversaires et sans honneur.
Plus généralement, en tournoi par paires, l'entameur doit essayer de discerner si le contrat des adversaires est situé dans le champ, c'est-à-dire dans la moyenne des contrats des autres tables qui joueront la même donne, ou bien s'il s'agit d'un contrat hors normes :
- Contre le contrat "dans le champ", privilégier une entame neutre susceptible de rapporter le plus possible de levées
- Contre le contrat "hors normes" qui a une chance élevée de réussite, privilégier une entame qui peut battre le contrat, car une entame neutre risque de mener à un "zéro"
- Contre un contrat "hors normes" dont les chances sont incertaines, le choix de l'entame est très difficile[23]

Exemple 3 : :
| Ouest à l'entame : |         |
| ♠                  | 5 4     |
| ♥                  | 8 7 6 2 |
| ♦                  | R D 8   |
| ♣                  | A 7 4 2 |

| Sud | Ouest | Nord  | Est   |
| --- | ----- | ----- | ----- |
| 1♥  | Passe | 2♠    | Passe |
| 3♣  | Passe | 4♠    | Passe |
| 4SA | Passe | 5♥    | Passe |
| 6SA | Passe | Passe | Passe |
| 1.  |       |       |       |

Kit Woolsey (en) remarque que les jeux de Nord-Sud sont forts et que la couleur à ♠ est longue et libérée. Dans un duplicate, l'entame normale est le Roi de ♦, qui permet peut-être de faire chuter le contrat. Mais en tournoi par paires, il faut entamer l'As de ♣ afin d'assurer au moins une levée, ce qui peut donner le meilleur score (le top), car l'adversaire a davantage de chances de réussir 13 levées que de chuter son contrat.

## Choix de la valeur de la carte
Une fois choisie la couleur d'entame, il faut choisir la carte dans la couleur. Ce choix relève de 2 genres de considérations:
- ne pas perdre de levée,
- donner des indications au partenaire: c'est la signalisation.

### Conventions d'entame modernes
Voici quelques conventions :
ParitéPrincipe d'entame selon lequel on entame la plus petite carte d'une couleur si on en possède un nombre impair et une carte plus haute (préparant un "écho") si on en possède un nombre pair. Dans une couleur 4e, on entame de la 2e meilleure suivie de la plus petite.
4e meilleurePrincipe d'entame utilisé dans les contrats à SA selon lequel on entame la 4e meilleure carte de sa couleur la plus longue.
Tête de séquenceDans une séquence de cartes comme A R, R D 10, D V 9 ou même parfois juste 98, on entame la plus haute
AR romanetDans un contrat à l'atout, avec AR, entamer l'As ou le Roi selon l'information que l'on souhaite obtenir du partenaire. L'As demande une réponse en Appel-Refus, le Roi une réponse en parité.
Cette convention est appliquée différemment par le bridge moderne :
- l'entame de l'As demande en priorité la parité au partenaire ;
- toutefois, si le mort a exactement 3 cartes sans la Dame, l'Appel-refus est prioritaire sur la parité ;
- si un singleton est vu au mort ou bien est connu chez le déclarant d'après les enchères, la signalisation préférentielle d'une couleur est prioritaire sur la parité.

Sur l'entame du Roi, la parité est toujours prioritaire ; le fait que l'entameur joue l'As après le Roi indique qu'il a As-Roi secs, et le partenaire doit signaler la couleur de retour préférentielle à la 2e levée.
Top of nothingEntamer la plus haute carte d'une couleur sans honneur (par exemple le 8 avec )
Le Roi demande le déblocagePrincipe d'entame réservé aux contrats à SA qui impose au partenaire de jeter immédiatement un éventuel honneur qu'il pourrait avoir dans la couleur.
Toujours à SA, 
- l'entame de l'As et celle de la Dame demandent une réponse du partenaire en Appel-refus ;
- l'entame du Valet demande au partenaire déblocage ou parité selon l'existence d'un honneur au mort : déblocage avec une couleur courte et sans honneur ou mort (ou bien si l'honneur du mort fait la levée), parité dans le cas contraire.

### Contrat à la couleur
- Donner la priorité à l'entame d'une tête de séquence: l'As avec A R V x, le Roi avec R D x, la Dame avec D V x x, le Valet avec V 10 x x

Toutefois, lorsqu'il y a un doubleton avec A et R secs, il faut jouer dans l'ordre R puis A
- Si le partenaire a parlé dans une couleur, il faut jouer la couleur annoncée en parité stricte
- S'il n'y a ni séquence, ni singleton, il faut jouer en pair-impair ; avec 4 cartes, jouer d'abord la 2e puis la 4e.

### Contrat à sans atout

#### Couleur avec une séquence
Le choix de la carte d'entame dépend des honneurs qui commandent la couleur :
- Avec une couleur commandée par As-Roi sans autre honneur, 
  - Si la couleur est au plus 4e, entamez de l'As
  - Si la couleur est au moins 5e, entamez de la 4e meilleure
- Avec A D V, entamez de l'As, sauf avec 6 cartes ou plus où il faut entamer de la Dame
- Avec A D 10, entamez de l'As
- Avec A V 10, ou R V 10, entamez du Valet (voir exception ci-dessous concernant le Roi)
- Avec un As, un Roi ou une Dame sans autre honneur dans la couleur, ou bien juste avec le 10 comme honneur, entamez d'une petite carte sauf si l'As, le Roi ou la Dame est second, auquel cas entamez du gros honneur
- Avec des séquences comme D V, V 10, ou 10 9 8, entamez de la tête de séquence
- Avec D 10, entamez la Dame (si 2 cartes), le 10 (si 3 cartes) et sinon 4e meilleure
- Avec Valet ou 10 isolé, entamez petit

Les entames de tête de séquence doivent être pratiquées dans toutes les séquences parfaites de 3 honneurs telles que D V 10 (x) et même dans les séquences imparfaites telles que D V 9 (x), et dans des séquences brisées telles que A V 10 (x) ou R V 10 6.
Entame du Roi : cette entame exige le déblocage d'un honneur manquant (As, Dame ou Valet) et ne doit être pratiquée que dans l'un des 2 cas suivants sous peine de donner une levée au déclarant :
- Couleur 5e avec 3 gros honneurs, telle que A R V 7 4 ou bien R D 10 6 5
- Couleur 4e avec 3 gros honneurs et le 9, éventuellement le 8 telle que R D 10 8[6].

Entamez la Dame dans toute séquence comportant Roi-Dame autre que celles précisées ci-dessus, telle que R D 10 3. Avec une couleur plus faible, telle que R D 7 2 ou R D 4 3 2, entamez de la 4e meilleure.

#### Couleur avec honneur isolé ou sans honneur
Si vous décidez d'entamer dans une couleur longue sous un honneur isolé : entamez de la quatrième meilleure.
Dans une couleur 5e ou plus, sans gros honneur, entamez de la 4e meilleure si cette couleur vous paraît affranchissable (vous avez a priori davantage de points et de reprises que votre partenaire), ou bien de la première top of nothing.
Dans une couleur 4e sans gros honneur, entamez de la 2e meilleure en pair-impair.
Dans une couleur 3e sans honneur, entamez de la 1re top of nothing. Dans une couleur 3e avec un honneur isolé, entamez de la carte intermédiaire (la 2e), telle que le 7 avec D 7 2.

### Contre un chelem
- Il convient de ne pas donner d'indication à l'adversaire sur le nombre de cartes possédées dans chaque couleur.

## Vérifications statistiques grâce à l'informatique

### Détermination d'entames par tirage aléatoire des 3 autres jeux
Etant donné un jeu de 13 cartes, il est possible de tirer des jeux au hasard par ordinateur les 3 autres jeux et de comparer les scores des contrats face aux différentes entames possibles. L'ordinateur trouve en effet la solution de chaque situation avec 4 jeux connus, chaque joueur agissant au mieux de ses intérêts
Voici, par exemple, les résultats (parfois surprenants) que donne l'ordinateur face à 3 séquences différentes d'enchères, et pour deux mains d'entames possibles :
| Main de Nord : |          |
| ♠              | 8 4 3    |
| ♥              | A D 10 2 |
| ♦              | D 3 2    |
| ♣              | V 4 3    |

| Main de Nord : |           |
| ♠              | 7 5       |
| ♥              | D 3       |
| ♦              | V 9 4 3 2 |
| ♣              | R V 10 5  |

### Statistiques sur les entames des champions
Les résultats ci-dessous proviennent de l'exploitation statistique d'une base de données de donnes jouées par des experts dans des grands tournois internationaux.
|                     | Pourcentage des contrats | Probabilité de mauvaise entame | Perte moyenne en levée par entame |
| Contrats sans atout | 28,7 %                   | 0,27                           | 0,36                              |
| Contrats à l'atout  | 71,3 %                   | 0,16                           | 0,18                              |
| Tous contrats       | 100 %                    | 0,19                           | 0,23                              |

Ce tableau montre que le succès des entames à S.A. est plus aléatoire que celui des entames aux contrats à la couleur.
| Niveau des contrats | Perte moyenne des entames contre les contrats à S.A. | Perte moyenne des entames contre les contrats à l'atout |
| Partiels            | 0,33                                                 | 0,18                                                    |
| Manches             | 0,38                                                 | 0,18                                                    |
| Petits chelems      | 0,19                                                 | 0,14                                                    |
| Grands chelems      | 0,06                                                 | 0,04                                                    |

Contre les contrats de chelems, les mauvaises entames sont plus rares. S'il existe une mauvaise entame contre un grand chelem, cela signifie que le contrat peut chuter lorsqu'il y a une bonne entame, ce qui est peu fréquent.

## Sources et bibliographie
- Pierre Jaïs & Michel Lebel, Le jeu de la défense, Éditions du Rocher, 1980
- Claude Delmouly, Les entames, Éditions du Bridgeur
- Hugh Kelsey & John Matheson, Improve your opening leads, Master Bridge Series, 1982
- David Bird & Taf Anthias, Winning NoTrump Leads, Master Point Press, 2011 : chaque main citée donne lieu à une analyse statistique en double mort avec des donnes générées aléatoirement